# Polynésie
Ne doit pas être confondu avec Polynésie française.
La Polynésie (du grec ancien : πολύς / polús et νῆσος / nễsos, « îles multiples »), une des trois régions traditionnelles de l'Océanie selon Dumont d'Urville, est un large groupement d'îles situées dans l'océan Pacifique, principalement dans sa partie sud. Ce regroupement historique est contesté par les géographes et les océanistes depuis les années 1970, mais demeure néanmoins largement utilisé. Issus de la civilisation Lapita, les Polynésiens ont développé une langue et une culture commune durant le 1er millénaire av. J.-C. aux Tonga et aux Samoa. Au XIe siècle de notre ère, ils partent peupler les îles de la Société, avant d'aller coloniser, entre 1190 et 1290, une zone s'étendant sur près de 50 millions de kilomètres carrés, de la Nouvelle-Zélande au sud à Hawaii au nord et jusqu'à l'île de Pâques à l'est. Progressivement, chaque île ou archipel s'est différencié linguistiquement et culturellement, même s'il est d'usage de distinguer Polynésie occidentale et Polynésie orientale. Les Polynésiens parlent des langues austronésiennes du sous-groupe dit « océanien » : ce sont les langues polynésiennes (telles que tahitien, marquisien, paumotu, rapa, mangarévien entre autres).
La Polynésie compte vingt entités territoriales : sept États souverains — Îles Cook, Nouvelle-Zélande, Kiribati, Niue, Samoa, Tonga et Tuvalu — et treize territoires dépendants de pays occidentaux ayant colonisé la région aux XVIIIe, XIXe et XXe siècles (France, Royaume-Uni, États-Unis, Chili). La Nouvelle-Zélande, peuplée par les Maoris puis colonisée par les Britanniques au XIXe siècle, devenue un État indépendant, exerce également une tutelle sur plusieurs territoires polynésiens et accueille plusieurs diasporas polynésiennes, souvent plus nombreuses que dans leurs îles d'origine. Ces diasporas sont également importantes aux États-Unis, en Australie, en Nouvelle-Calédonie ou en France métropolitaine.
La Polynésie est l'une des régions du monde les plus vulnérables à la montée du niveau marin induite par le réchauffement climatique, véritable défi pour l'adaptation au changement climatique.

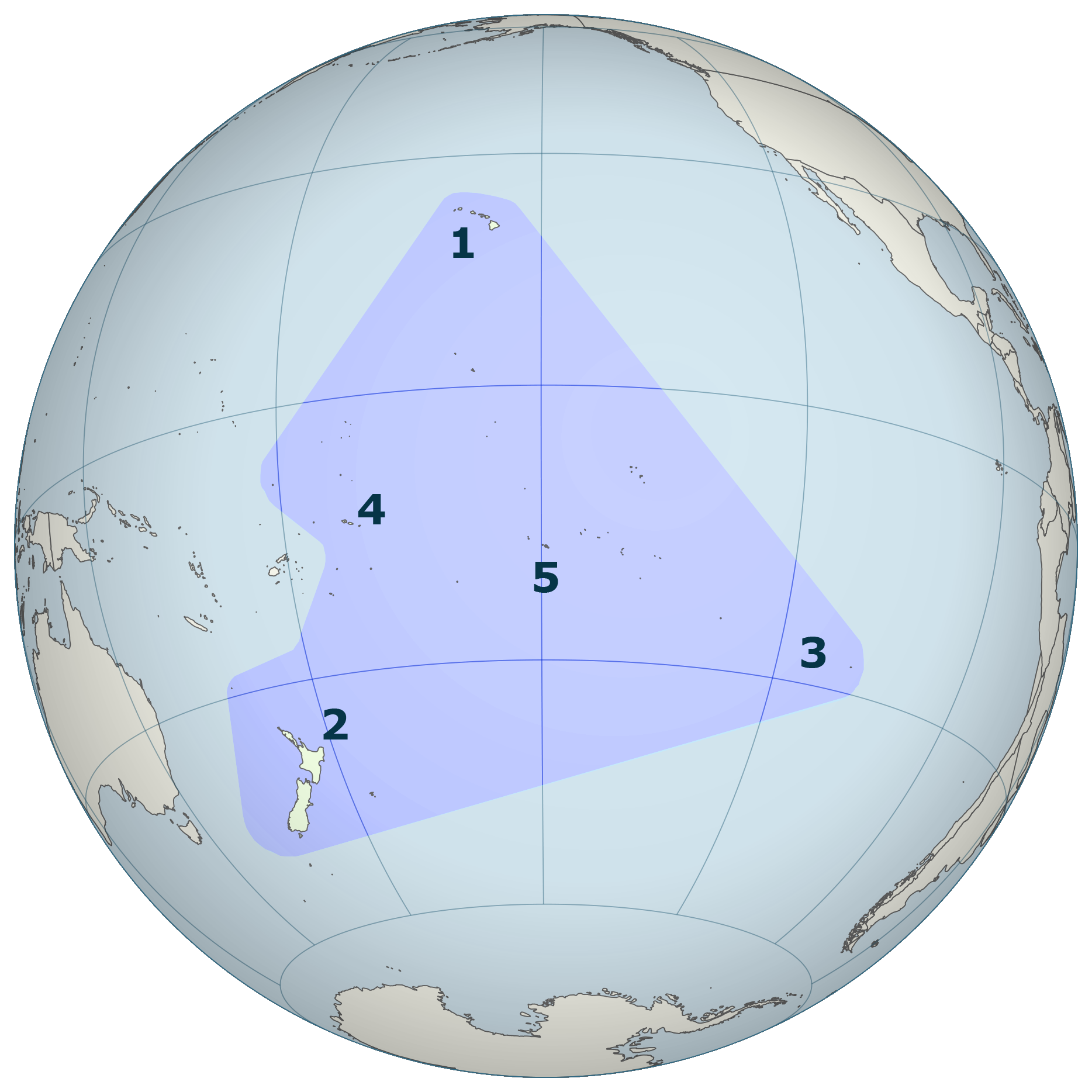
Les îles situées à l'intérieur du « triangle polynésien » forment la Polynésie : 1 - Hawaï ; 2 - Nouvelle-Zélande ; 3 - Île de Pâques ; 4 - Samoa ; 5 - Tahiti.

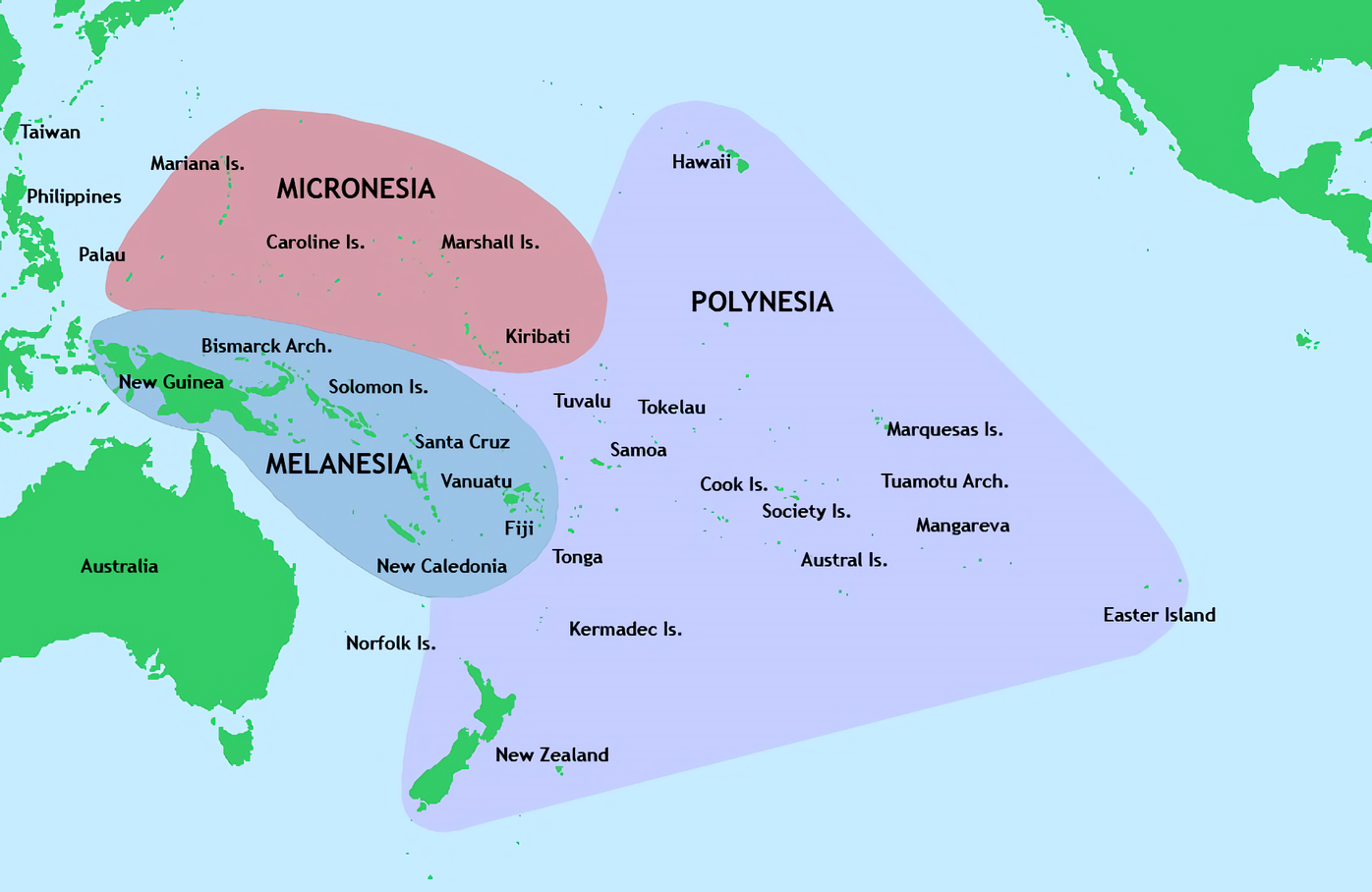
Micronésie (rouge), Mélanésie (bleu) et Polynésie (violet), d'après le découpage du Pacifique par Dumont d'Urville en 1831.

## Délimitations

### Les divisions du Pacifique par Dumont d'Urville (1831)

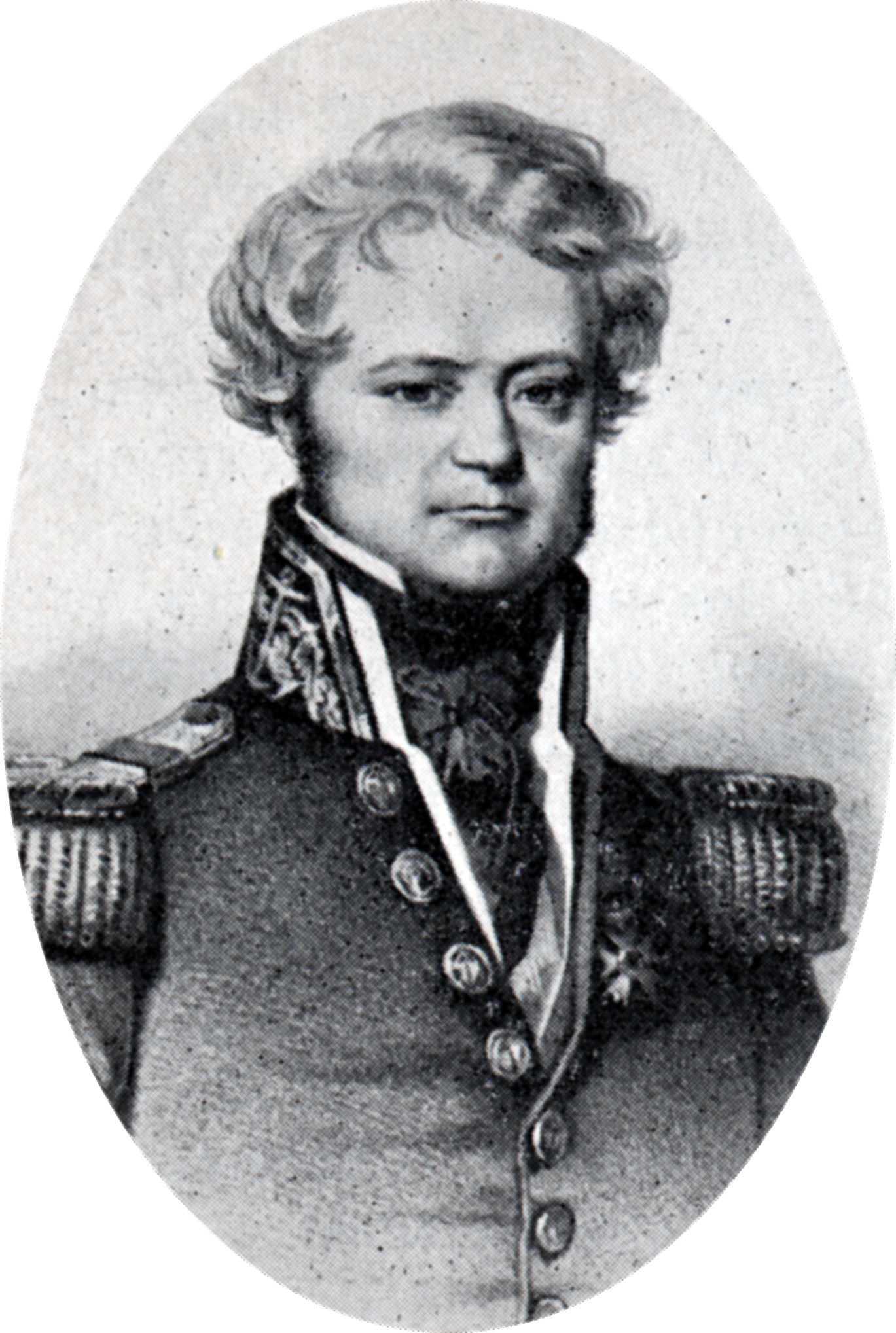
Portrait de Jules Dumont d'Urville.

En 1756, Charles de Brosses divise en trois parties l'hémisphère sud :
- l'Australasie dans l'Océan indien au sud de l'Asie ;
- la Magellanie ;
- la Polynésie[Note 1], comprenant « tout ce que contient le vaste océan Pacifique », ainsi nommée « à cause de la multiplicité d'îles qu'elle renferme ».

En 1831, Jules Dumont d'Urville propose à la Société de géographie (Paris) une nouvelle organisation, en quatre parties, du Pacifique, après avoir exploré celui-ci à deux reprises :
- la Polynésie (« les îles nombreuses ») ;
- la Mélanésie (« les îles noires ») ;
- la Micronésie (« les petites îles ») ;
- et la Malaisie qui sera plus tard retirée du continent océanien.

Avec la Polynésie traditionnelle, il s'agissait de faire plus ou moins artificiellement coïncider un territoire à un groupe ethno-linguistique parlant une langue relativement inter-compréhensible (le polynésien), et en excluant les peuples « non-polynésiens » (comme les habitants des Fidji ou de Micronésie), bien que ceux-ci soient aussi locuteurs de langues océaniennes.

### Critiques de cette division
Toutefois, il n'existe pas de rupture linguistique marquée entre les deux zones. La séparation nette entre les deux populations  est aujourd'hui fortement remise en question. Elle repose sur des stéréotypes raciaux et ethniques du XIXe siècle  (peau noire versus peau cuivrée ; cheveux « crépus » ou « laineux » versus cheveux « ondulés » ; « cannibale mélanésien » versus « bon sauvage polynésien »…), qui sont aujourd'hui dépassées, car non scientifiques. D'autre part, le préfixe poly- (« nombreuses ») laisse entendre que ces îles étaient autant de territoires disponibles pour la colonisation européenne.
Benoît Antheaume et Joël Bonnemaison écrivent ainsi : « il n'y a sans doute pas de coupures profondes, culturelles et même ethniques, entre les sociétés mélanésiennes, polynésiennes et micronésiennes qui, de long temps, se sont nourries de multiples contacts ». Dans le grand public et dans les ouvrages de vulgarisation, cependant, cette nomenclature est couramment adoptée.

### Nouveaux découpages

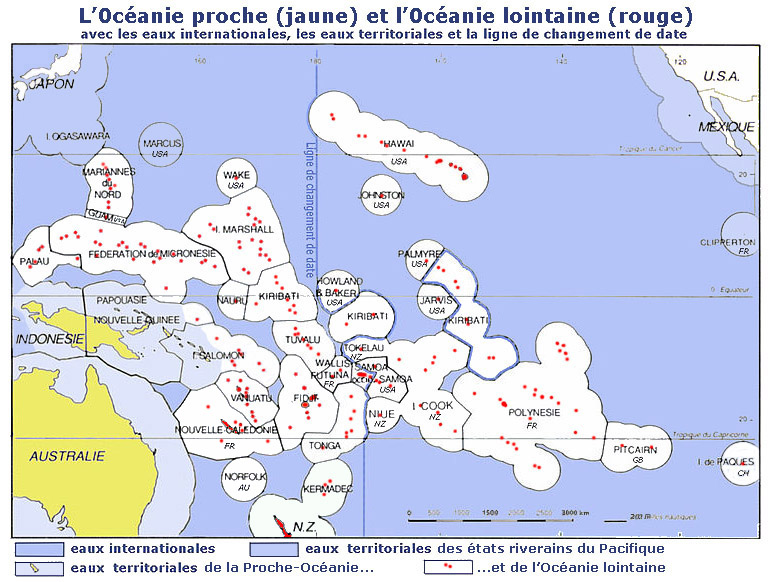
Océanie proche et Océanie lointaine, nouveau découpage du Pacifique proposé dans les années 1970.

Cette organisation ancienne est désormais un simple héritage de l'histoire de la géographie : aujourd'hui les scientifiques lui préfèrent le découpage en « Océanie proche », et « Océanie lointaine », proposé par Pawley et Green en 1974. La Polynésie s'inscrit alors dans la zone plus large de l'Océanie lointaine, c'est-à-dire une zone où un voyage de plusieurs jours en pirogue est nécessaire pour atteindre l'île voisine la plus proche. Cela explique notamment un peuplement plus tardif et plus lent qu'en Océanie proche.
Au XXe siècle, à Hawaï comme en Nouvelle-Zélande (Aoteaora en maori) les Hawaïens et les Maoris sont devenus minoritaires. De plus, des langues polynésiennes sont parlées en dehors du « triangle polynésien » dans des exclaves polynésiennes à la suite d'une installation relativement récente de Polynésiens en dehors de leur foyer initial. C'est le cas des langues parlées en Mélanésie à Tikopia, Anuta, Luangiua, Nukuria, Rennell et Takuu (îles Salomon), à Ouvéa (Nouvelle-Calédonie, îles Loyauté), à Ifira-Mele, Emae, Aniwa et Futuna (Vanuatu), ainsi qu'aux États fédérés de Micronésie à Nukuoro et Kapingamarangi.

### Le triangle polynésien

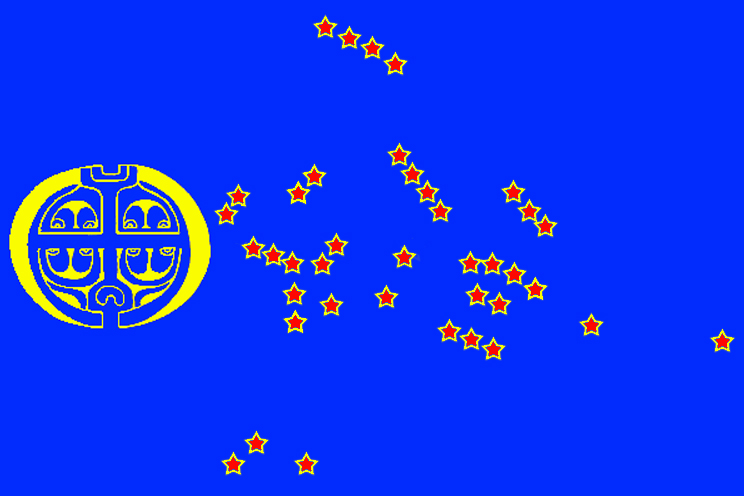
Dans ce drapeau non officiel des Polynésiens en vente dans les boutiques d'Honolulu, l'île mythique d'Hawaiki est représentée par un petroglyphe en jaune d'or, et les principales îles réelles par des étoiles.

Traditionnellement, la Polynésie est délimitée par le triangle formé par Hawaii, la Nouvelle-Zélande et l'île de Pâques, appelé le « triangle polynésien ». Les îles Samoa et Tonga et la Polynésie française constituent les autres principaux groupes d'îles. Les Kiribati, dont l'archipel le plus occidental (gilbertin) est micronésien, fait tout de même partie de la Polynésie par la plus grande partie de son étendue (notamment maritime : îles de la Ligne).
Si culturellement, la Polynésie se divise en Polynésie de l'Est et la Polynésie de l'Ouest[réf. nécessaire], géographiquement on a coutume de distinguer Polynésie septentrionale (Hawaii et les autres îles américaines proches des Kiribati), Polynésie occidentale (Tuvalu, Wallis-et-Futuna, Tonga, Niue, Îles Samoa, Îles Cook, îles néo-zélandaises) et Polynésie orientale (Polynésie française, Îles Pitcairn et l'île de Pâques)[réf. nécessaire].

## Territoires

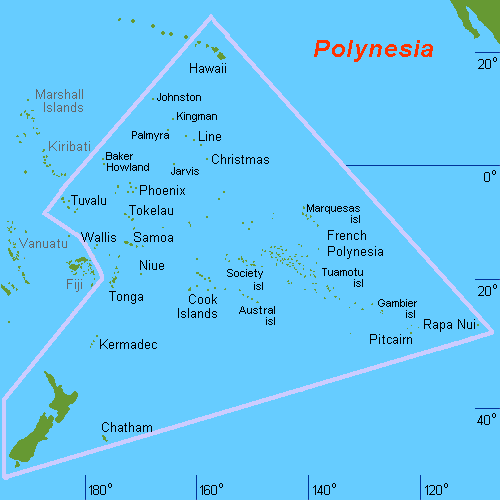
Détails des îles de la Polynésie.

Pour 5 millions d'habitants (dont 4,5 à Hawaï et en Nouvelle-Zélande, pour la plupart non-Polynésiens), la Polynésie compte 20 entités territoriales :
- sept États souverains : Îles Cook, Nouvelle-Zélande, Kiribati, Niue, Samoa, Tonga et Tuvalu.
- treize territoires dépendants :
  - Hawaii, Samoa américaines (États-Unis), Johnston, Baker, Howland, Jarvis, Palmyra (regroupées sous le vocable îles mineures éloignées des États-Unis) ;
  - Polynésie française, Wallis-et-Futuna (France) ;
  - îles Chatham, Tokelau (Nouvelle-Zélande) ;
  - îles Pitcairn (Royaume-Uni) ;
  - île de Pâques (Chili).

Près de 90 % de la surface de ces entités est constituée d'eaux territoriales, les terres émergées représentant seulement 10 %.

Les exclaves polynésiennes (points rouges) et la Polynésie ancestrale, région d'où sont originaires leurs habitants.

Culturellement, certaines îles situées en Mélanésie sont peuplées par des communautés polynésiennes ayant migré : ce sont les exclaves polynésiennes.

## Origine

Carte du peuplement de l'Océanie, d'après Chambers (2008).

La question de l'origine des Polynésiens a été l'un des thèmes majeurs de la recherche océanienne depuis le XIXe siècle. Si on a aujourd'hui, grâce à l'archéologie, la linguistique, l'ethnolinguistique, l'ethnobotanique, et la génétique, une réponse à peu près cohérente à cette question, de nombreux points restent encore en suspens.
Le peuplement de l'Océanie dont fait partie la Polynésie et la Mélanésie, s'est fait à travers deux grands mouvements migratoires. Le premier s'est produit il y a 50 à 70 000 ans, et a amené des chasseurs-cueilleurs venus d'Asie à peupler l'Insulinde, puis l'Océanie proche, c'est-à-dire la Nouvelle-Guinée, l'Australie, et certaines îles de la Mélanésie. La seconde vague est plus récente et débute il y a environ 6 000 ans. Des agriculteurs et navigateurs venus de Taïwan et parlant des langues austronésiennes s'installent dans l'Insulinde, c'est-à-dire les Philippines, la Malaisie, et l'Indonésie. À partir d'Indonésie, il y a 3 500 à 4 000 ans, ces navigateurs austronésiens arrivent vers les îles de l’Océanie proprement dite : Wallacea, Micronésie, Mélanésie et côtes de la Nouvelle-Guinée. Plus à l'est, ces navigateurs sont arrivés en Polynésie (peuplement des Tonga, à l'ouest de la Polynésie), il y a environ 3 300 ans[réf. nécessaire].
Tout au long de ce parcours, les populations de la première et surtout de la seconde vague de peuplement se sont assez largement métissées, tant sur le plan culturel que biologique[réf. nécessaire].

### Origine asiatique
Il y a 6 000 ans (soit 4 000 av. J.-C.),, des habitants du littoral de la Chine du Sud, cultivateurs de millet et de riz, commencent à traverser le détroit pour s'installer à Taïwan. Leurs descendants, parlant toujours des langues austronésiennes, sont les actuels aborigènes de Taïwan.

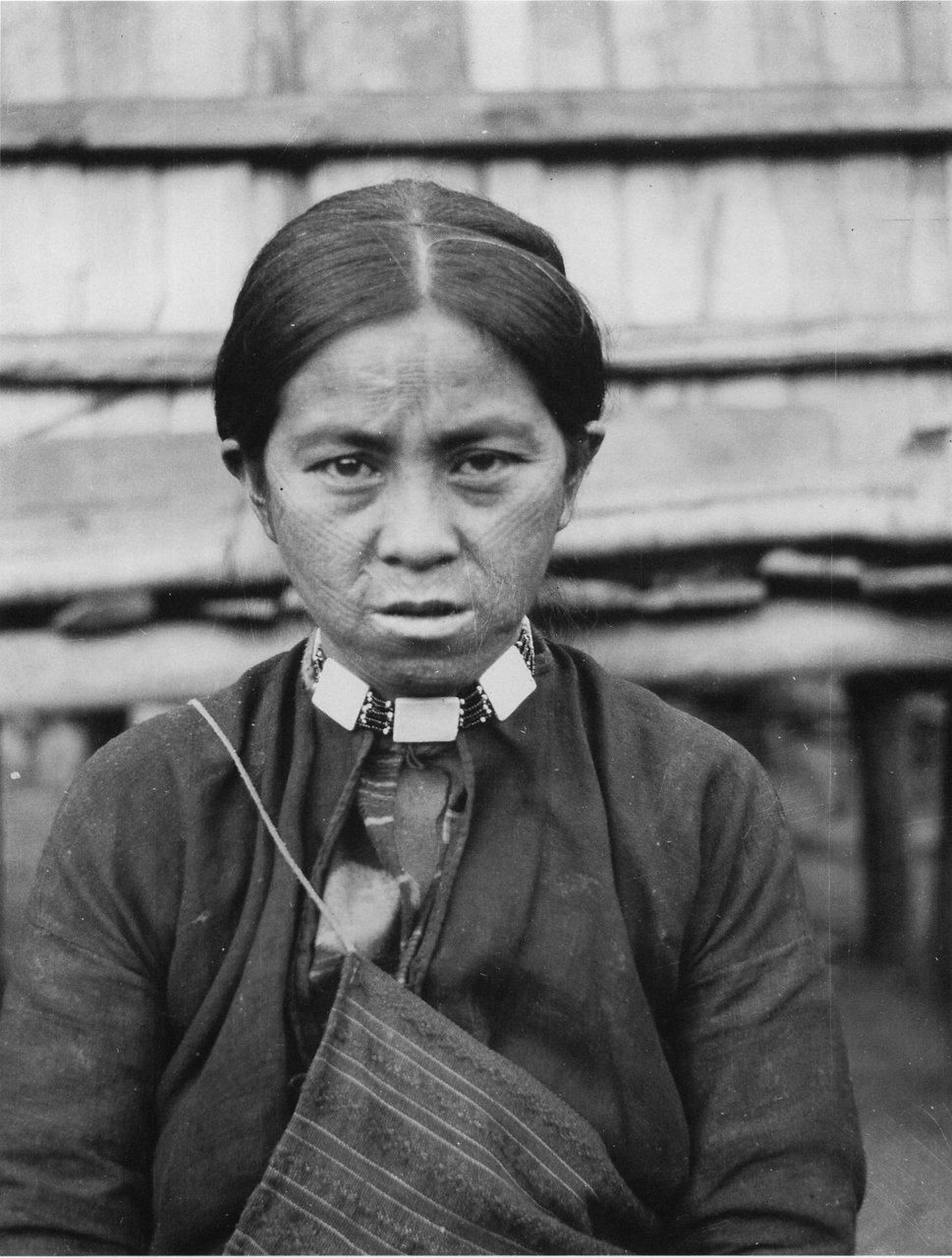
Une femme Atayal, une tribu austronésienne de Taïwan, avec des tatouages sur le visage.

Trois modèles ont été élaborés sur la migration de cette population de Taiwan jusqu'en Polynésie :

#### ModèleExpress Train(1985)
D'après ce modèle élaboré dès 1985 par l'archéologue Peter Bellwood, vers 2 500 av. J.-C., des migrations ont lieu de Taiwan vers les Philippines.

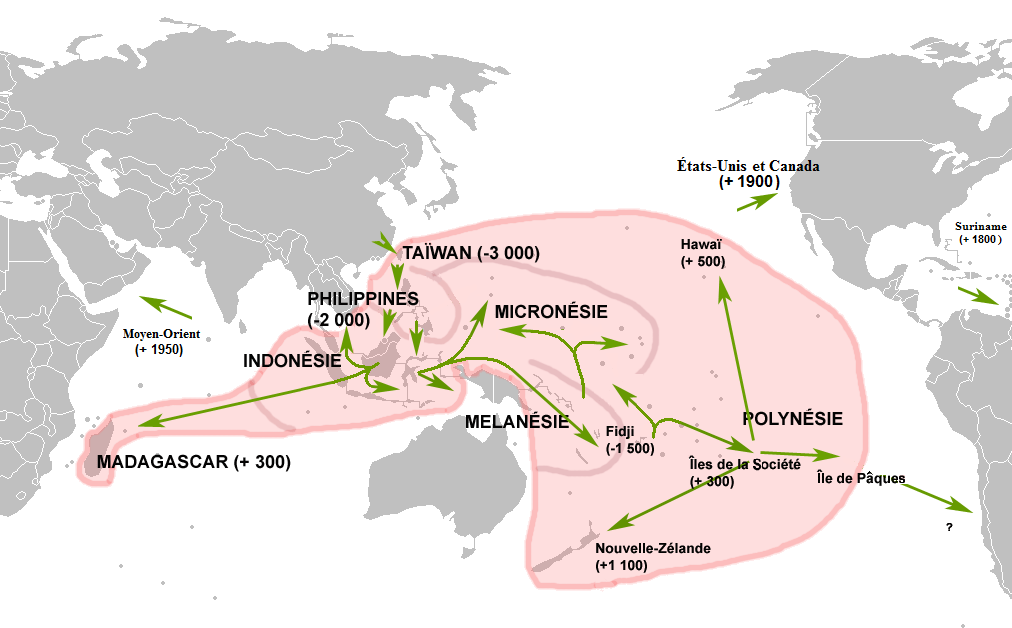
Expansion des langues austronésiennes.

Entre la fin du IIIe millénaire et 1 500 av. J.-C., de nouvelles migrations permettent l'installation de groupes que l'archéologie désigne comme venant des Philippines au nord de Bornéo, à Sulawesi, à Timor et de là, les autres îles de l'archipel indonésien. Vers 1 500 av. J.-C., un autre mouvement les mène de l'Indonésie vers la Mélanésie, les rives de la Nouvelle-Guinée et au-delà, les îles du Pacifique.
Les îles de la Société n'ont été atteintes que vers 300 après Jésus-Christ, et ont servi de zone de dispersion. Cette dispersion s'est faite vers le nord (îles Hawaii atteintes vers 500), vers l'est (île de Pâques) atteinte vers 900[réf. nécessaire].

#### Entangled Bank model
D'après ce modèle , il y a des interactions culturelles et génétiques avec les indigènes de l'Asie du Sud Est et les Mélanésiens avant d'arriver en Polynésie[réf. nécessaire].

#### Slow Boat model (2001)
Ce modèle est Similaire au modèle Train Express, mais avec un long arrêt en Mélanésie. D'après Stephen Oppenheimer et Martin Richards (2001) qui se basent sur des comparaisons génétiques, les ancêtres des Polynésiens ne viendraient pas directement de Taiwan, mais seraient passés par l'Indonésie, dans une région comprise entre la Ligne Wallace et la Nouvelle-Guinée.

#### Preuves génétiques du modèleExpress Train
En 2006, une étude sur l'ADN mitochondrial (transmis de mère en fille) et l'ADN du chromosome Y (transmis de père en fils) de 400 Polynésiens provenant de 8 groupes d'îles et de 900 personnes provenant de la Mélanésie, du Sud et de l'Est de l'Asie et d'Australie a montré que
- 93,8 % de l'ADN mitochondrial provenant de la mère est d'origine asiatique et 6 % d'origine mélanésienne
- 28,3 % de l'ADN du chromosome Y provenant du père est d'origine asiatique et 65,8 % d'origine mélanésienne (un peu d'origine européenne, probablement, les gènes des matelots des caravelles des navigateurs européens).

Cette étude plaide pour une migration sur le modèle Express Train où les hommes et les femmes asiatiques ont peuplé la Polynésie sans un long arrêt en Mélanésie. Les Mélanésiens sont soit arrivés ensuite en Polynésie, soit montés dans les bateaux des Asiatiques.
Cette étude a aussi souligné la diversité importante des gènes des Fidjiens et une homogénéité génétique des autres sociétés de Polynésie. Ceci peut être expliqué parce que les premiers navigateurs se sont arrêtés aux îles Fidji ("empiétement" de la Mélanésie dans le triangle polynésien) avant de se diriger vers les autres.
D'après Patrick Kirch et Roger Green, les ancêtres des îles Samoa et Tonga se sont différenciés de leurs voisins fidjiens, développant une langue propre, le proto-polynésien, ancêtre de toutes les langues polynésiennes. C'est à partir de cette zone que s'est fait le peuplement de la Polynésie.
La faible diversité génétique parmi les Polynésiens est le résultat de l'effet fondateur : une nouvelle population peu nombreuse peut être différente, à la fois génotypiquement et phénotypiquement, de la population parente dont elle est dérivée,. Ainsi, une étude de 1998 estime que la Nouvelle-Zélande, un des derniers territoires à être atteint par les Polynésiens, a été peuplée initialement par un groupe comprenant entre cinquante et cent femmes. Cela signifie que le peuplement de la Nouvelle-Zélande a été délibéré, et n'est pas dû à quelques individus s'échouant par hasard sur ce territoire.

#### Moyens de déplacement
Quel que soit le modèle, cette migration a pris plus de 2 500 ans. Elle fut donc lente, freinée par le régime dominant des vents contraires. Les Austronésiens voyageaient en effet à bord de waʻa kaulua (en hawaïen) ou vaʻa pahi (en tahitien), de grandes pirogues doubles à voiles qui, d’après ce que l’on peut en savoir par la tradition orale, et certaines preuves archéologiques ou historiques, pouvaient embarquer jusqu’à une cinquantaine de passagers. Les provisions ne pouvaient donc être que limitées. Ainsi, en naviguant contre le vent, les migrants savaient qu’en cas d’échec dans la découverte de nouvelles terres, ils pouvaient relativement rapidement revenir à bon port, en profitant cette fois-ci d’un vent arrière[réf. nécessaire].
L'inconvénient de la navigation par vent de face doit également être modulée en fonction des expérimentations menées à bord de répliques. Celles-ci montrent en effet que si les pahi remontaient très mal contre le vent, ils étaient très à l'aise par vent de travers. Dès lors, et compte tenu de la direction des vents dominants, l'alizé de Sud-Est en particulier, on peut imaginer soit des traversées en zigzags, soit des traversées à 70 ou 80 degrés du vent. La remontée du vent était donc parfaitement possible, quoique ralentie par la nécessité de naviguer par vents de travers[réf. nécessaire].
Enfin, selon l'ethnologue néo-zélandais Elsdon Best, le vent n'était pas l'unique moyen de propulsion de ces embarcations, et son régime contraire n'était donc pas rédhibitoire. « Bien que les voiles aient été employées par les navigateurs māori, pagayer était la méthode la plus commune ».

### Théories abandonnées
La question du peuplement de l'Océanie a suscité dès la fin du XVIIIe siècle un certain nombre de théories, aujourd'hui abandonnées.

#### Le continent englouti
Selon la thèse du continent englouti, les Océaniens seraient les descendants des habitants d'un continent aujourd'hui disparu la « Pacifide », pendant mythique de l'Atlantide. Les îles du Pacifique ne sont que des sommets émergés de ce continent englouti. Cette théorie est pour la première fois retrouvée chez le naturaliste de la troisième circumnavigation de James Cook, James Forster. Elle est par la suite reprise dans l'ouvrage du belgo-français Jacques-Antoine Moerenhout Voyage aux îles du Grand Océan paru en 1837.

#### L’origine indo-européenne des Océaniens
Une autre grande hypothèse sur l’origine des Polynésiens apparaît en 1885. Selon Edouard Tregear, une population aryenne installée entre la mer Caspienne et le versant nord de l’Himalaya se serait il y a 4 000 ans scindée en deux groupes. L’un serait parti vers l’ouest pour s’installer en Europe de l'Ouest, l’autre vers le Sud via la Perse et l’Inde. De là, certains d’entre eux auraient continué leur chemin plus à l’est vers l’Asie du Sud-Est puis les îles du Pacifique 

#### L'origine sud-américaine

##### Thor Heyerdal et l'expédition du Kon-Tiki

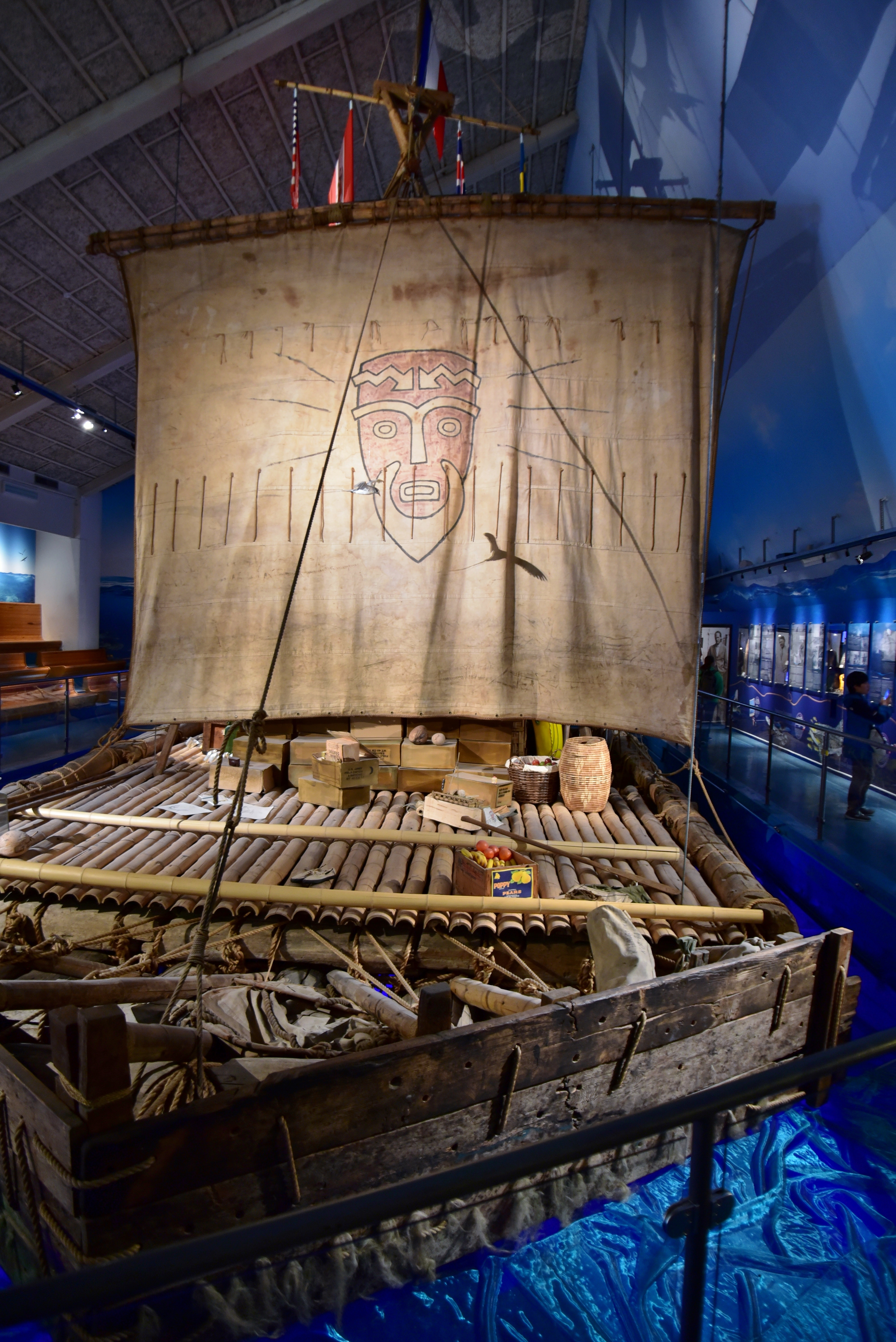
Le Kon-Tiki au Kon-Tiki Museum à Oslo.

Dans les années 1950, un jeune doctorant norvégien, Thor Heyerdahl, postule une origine amérindienne des Polynésiens. Il appuie sa théorie sur un certain nombre de points :
- Il était plus simple de suivre les vents dominants qui dans cette zone soufflent d’est en ouest, que d’aller à leur encontre comme doivent le faire des navigateurs venant d’Asie.
- Des outillages lithiques qui rappellent ceux des Océaniens ont été retrouvés sur des sites sud-américains.
- La patate douce que l’on retrouve dans tout le Pacifique et dans l'Amérique du Sud.

Heyerdahl s'appuie également sur des traditions orales des populations d'Amérique et de Polynésie.
Heyerdahl et cinq équipiers, parmi lesquels Bengt Danielsson, tentent de rallier Tahiti à partir du Pérou sur le radeau Kon-Tiki, afin de démontrer que les radeaux incas, construits à partir de balsa, bois poreux, sont capables d'affronter la haute mer et d'effectuer une traversée de plusieurs milliers de milles nautiques. À mi-chemin, le balsa était tellement saturé d'eau qu'un morceau, détaché par l'équipage d'une partie immergée, coulait. L'utilisation du balsa pour de tels voyages n'est pas sans risque. L'expédition du Kon-Tiki parvient difficilement à Raroia dans les îles Tuamotu.

## Histoire

### La civilisation Lapita

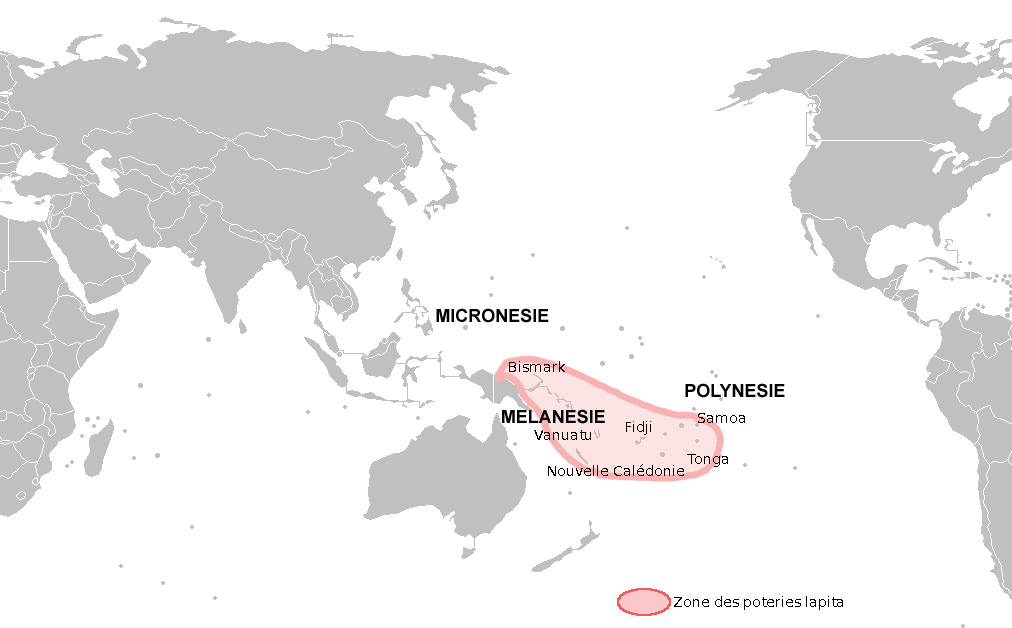
Zone de poteries lapita.

La civilisation Lapita est une civilisation qui se développe autour du premier et second millénaire av. J.-C., dans une zone s'étendant sur plus de 3 000 km, englobant l'archipel Bismarck, les îles Salomon, le Vanuatu, la Nouvelle-Calédonie, Fidji, Tonga, Samoa, et Wallis et Futuna. Les Lapita sont des locuteurs austronésiens venus d'Asie qui développent une culture propre, basée notamment sur la céramique.
Comme l'écrivent Arnaud Noury et Jean-Claude Galipaud, « l’origine biologique, culturelle et linguistique des Polynésiens se trouve dans le Lapita, et [les] traits culturels propres aux Polynésiens se développèrent dans la région de Tonga/Samoa, au centre du Pacifique ».
Puisque les poteries Lapita sont communes à la Mélanésie et à la Polynésie, le fait de savoir si ce type de poteries a directement été amené par des immigrants (et donc développé initialement en dehors de la zone Lapita) ou s'il a été développé sur place reste par contre un sujet de débats entre experts, quelques auteurs défendant même une origine totalement ou partiellement non austronésienne, au sein des cultures pré-austronésiennes de Mélanésie. Les poteries Lapita sont cependant liées à des traces d'agricultures ou à des outils dont on trouve le pendant en Asie du Sud-Est, ce qui milite en faveur de locuteurs austronésiens.
L’une des interrogations concernant les poteries Lapita est cependant leur quasi-absence en Polynésie orientale, puisque l'archéologie n'a pu jusqu'à aujourd'hui en découvrir que quelques tessons aux îles Marquises. C'est la raison pour laquelle certains chercheurs[Qui ?] ont évoqué l’idée que les habitants de la Polynésie ne seraient pas restés longtemps en Mélanésie. En effet, si les locuteurs austronésiens venus d'Asie sont restés longtemps en Mélanésie avant de migrer vers la Polynésie, pourquoi les poteries seraient absents de la Polynésie orientale ?

### Polynésie ancestrale

Carte simplifiée de la Polynésie ancestrale regroupant Tonga, Samoa, Wallis, Futuna, Niuafo'ou, Niuatoputapu et Niue, d'après les travaux de Kirch et Green (2001).

Les études génétiques semblent démontrer que « les Fidji ont joué un rôle crucial dans l'histoire de la Polynésie : les humains ont probablement d'abord migré vers les Fidji, et la colonisation ultérieure de la Polynésie [en] provenait probablement ». La linguistique oriente dans le même sens, puisque les langues des Fidji et de la Polynésie appartiennent toutes au même sous-groupe océanien, le fidjien-polynésien. C'est vers 1 500 av. J.-C. que les Austronésiens se sont installés aux Fidji. Ils arrivent à Samoa vers 800 av. J.-C.. Cependant, les populations Lapita de Wallis, Futuna, Tonga et Samoa se sont progressivement distinguées de celles présentes aux Fidji.
En se basant sur l'archéologie, l'ethnologie et la linguistique, Patrick Kirch et Robert Green (2001) concluent que ces îles ont formé la « société polynésienne ancestrale » : pendant environ sept siècles, au 1er millénaire av. J.-C., elles partagent une culture commune et parlent la même langue, le proto-polynésien. C'est la naissance de la culture polynésienne.
Pour Kirch et Green, ces polynésiens ancestraux sont à la fois de fins navigateurs et de bons agriculteurs. Ils prennent possession des terres et commencent à les exploiter, récoltant diverses plantes (taros, ignames...) sur des terres volcaniques fertiles.

La différenciation linguistique du proto-polynésien en deux sous-groupes illustre la séparation des Polynésiens ancestraux en deux ensembles distincts.

Petit à petit, la société polynésienne ancestrale se sépare en deux branches :
- d'un côté, le groupe polynésien nucléaire, qui incluait Samoa, Wallis, Futuna mais aussi Niuafoʻou, Niuatoputapu et Tafahi
- de l'autre, au sud, l'archipel des Tonga.

Ces différences sont avant tout observables sur le plan linguistique : le proto-polynésien s'est séparé en deux dialectes.

### Colonisation du reste de la Polynésie

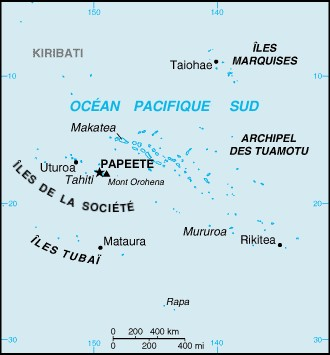
Les îles de la Société sont peuplées au XIe siècle, avant que les Polynésiens ne s'étendent jusqu'à Hawaï, l'île de Pâques et la Nouvelle-Zélande.

Les îles situées en Polynésie orientale ont été colonisées plus tardivement par les Polynésiens. D'après une méta-étude de datations au carbone 14, Wilmshurst et al (2011) sont parvenus à dater de manière précise le peuplement des différents archipels de cette zone.
Une première vague a lieu autour de 1025-1120 vers les îles de la Société, qui sont peuplées quatre siècles plus tard que ce qui était auparavant imaginé. Une deuxième vague de peuplement a lieu depuis ces îles entre 1190 et 1290 : les Polynésiens partent alors dans toutes les directions, atteignant l'île de Pâques à l'est, Hawaï au nord et la Nouvelle-Zélande au sud. Cela explique la proximité culturelle et linguistique de ces îles pourtant très éloignées les unes des autres.
Plusieurs facteurs peuvent expliquer ce mouvement soudain de colonisation du reste de la Polynésie : une croissance rapide de la population sur des petites îles, nécessitant de trouver de nouvelles terres, couplé à des innovations comme l'invention du canoé à double coque, permettant les voyages sur les longues distances. Des facteurs environnementaux, comme un renforcement du phénomène El Niño, ont pu aussi entrer en jeu, avec des vents plus puissants permettant aux embarcations d'atteindre des destinations plus lointaines.
Les facteurs culturels sont également en jeu. Dans la culture polynésienne, l'océan est perçu comme un territoire à explorer : « au-delà de l'horizon, à chaque voyage, une terre apparaît. Comme une évidence, des îles, reliées par les vastes étendues océaniques, s'offrent aux humains, qui les découvrent pour y implanter la vie et y reproduire leur société ». Cela se retrouve dans les mythes et les divinités polynésiennes, comme le dieu Maui qui, dans les différentes légendes, navigue jusqu'aux confins de l'océan en tirant hors de l'eau les différentes îles de la Polynésie.
De nombreux réseaux d'échanges relient les différentes îles entre elles et se sont poursuivis jusqu'à la colonisation européenne.

#### Contacts avérés entre la Polynésie et l'Amérique du Sud
En 2007, des archéologues ont aussi trouvé au Chili des ossements de poulets antérieurs à l'arrivée des Européens, ossements dont l'analyse génétique montrerait nettement la parenté avec les lignées de poulets polynésiennes. Le poulet est d'ailleurs un animal originaire d'Asie du Sud, qui ne vivait pas en Amérique. Cette découverte a montré que les navigateurs polynésiens ont laissé leurs traces en Amérique du Sud et pas le contraire.
La patate douce est également un aliment présent en Amérique du Sud et qui a été importé en Polynésie, attestant du contact entre ces deux régions du monde.

## Langues
Les populations polynésiennes partagent des langues provenant d'une langue commune, le proto-polynésien, qui s'est développé en Polynésie ancestrale autour du 1er millénaire av. J.-C. Progressivement, plusieurs langues se sont différenciées et forment à présent la famille des langues polynésiennes, au sein de la famille des langues océaniennes. Leur classification, reflet de l'histoire migratoire et culturelle de la région, est encore l'objet de débat parmi les linguistes. Il est néanmoins admis que le tongien et le niuéen (langues tongiques) se sont séparés en premier des autres langues, qui forment le groupe « polynésien nucléaire ». Ce groupe s'est lui-même scindé en plusieurs branches : les langues samoïques (samoan, tokelau), les langues élicéennes (tuvaluan, langues parlées dans les exclaves polynésiennes comme le Kapingamarangi ou le Vaeakau-taumako), et enfin les langues polynésiennes orientales (rapanui, tahitien, maori de Nouvelle-Zélande, marquisien ou encore hawaïen). Certaines langues issues du proto-polynésien nucléaire, telles que le wallisien, le futunien ou le pukapuka n'ont pas encore de classification précise.